# Гартунг Марія Олександрівна
Марія Олександрівна Га́ртунг (до шлюбу Пу́шкіна; 19 (31) травня 1832 року, Санкт-Петербург, Російська імперія — 7 березня 1919, Москва, РРФСР) — старша дочка Олександра Сергійовича Пушкіна та Наталії Миколаївни Пушкіної (Гончарова).

## Біографія
Марія Олександрівна народилася 19 травня 1832 року в Петербурзі, на Фурштатській вулиці, в оселі Алімових.